# Guerres Napoleòniques
Les Guerres Napoleòniques són el conjunt de conflictes bèl·lics que es van produir durant el període que Napoleó Bonaparte va governar el Primer Imperi Francès. En part van ser una extensió dels conflictes que varen esclatar amb motiu de la Revolució Francesa, i que es varen perllongar al llarg de tot el Primer Imperi Francès. No hi ha un consens sobre el moment exacte en què aquestes varen començar. Hi ha un sector dels historiadors que considera que varen començar quan Napoleó va arribar al poder a França el novembre de 1799, mentre que d'altres defensen que han de situar-se al període bèl·lic entre 1799 i 1802 en el context de les Guerres de la Revolució Francesa, i més concretament en la declaració de guerra entre el Regne Unit de la Gran Bretanya i Irlanda i la Primera República Francesa l'any 1803, que prèviament havia estat precedit per un breu període de pau arran de la signatura del Tractat d'Amiens l'any 1802. Les Guerres Napoleòniques varen finalitzar el 20 de novembre de 1815, després de la derrota final de Napoleó en la batalla de Waterloo i de la signatura del segon Tractat de París de l'any 1815.

## Les Guerres de la Revolució Francesa (1792-1802)

### La Primera Coalició
La Primera Coalició (1792-1797) de l'Arxiducat d'Àustria, Prússia, el Regne Unit, Espanya i el Piemont (Itàlia) contra la Primera República Francesa fou el primer intent de posar fi al republicanisme francès. Aquesta coalició fou derrotada pels francesos amb una mobilització general, lleves en massa, reformes a l'exèrcit i una guerra total. L'any 1795, França es va annexionar els Països Baixos austríacs i la Renània. Va continuar amb la conquesta de les Províncies Unides (a les quals havia declarat la guerra el 1793) i la seva transformació en la República Batava (Tractat de la Haia de 19 de gener de 1795).
Prússia va signar la Pau de Basilea i va deixar la coalició. Espanya, després d'unes victòries inicials en la invasió del Rosselló l'any 1793 (Guerra del Rosselló), va veure com les tropes franceses envaïen Catalunya, el País Basc i Navarra. Davant aquesta amenaça, també va signar separadament l'any 1795 la Pau de Basilea.
Les campanyes italianes de Napoleó en els anys 1796 i 1797 també van fer que el Piemont abandonés la Coalició. El Piemont va ser un dels membres originals de la Coalició i havia significat un perill persistent per a França en el front italià durant quatre anys a l'època en la qual Napoleó va assumir el comandament de l'exèrcit francès a Itàlia. Napoleó va necessitar un mes per vèncer el Piemont i fer retrocedir els seus aliats austríacs. Les forces dels Estats Pontificis es van rendir als francesos a Fort Urbà, forçant el papa Pius VI a signar un tractat de pau provisional. Les successives contraofensives austríaques a Itàlia van ser infructuoses, i van conduir a l'entrada de Bonaparte en el Friül. La guerra va acabar quan Napoleó va forçar els austríacs a acceptar les seves pròpies condicions en el Tractat de Campo Formio. Els britànics varen quedar llavors com l'única potència encara en guerra amb França.

### La Segona Coalició
La Segona Coalició (1798-1801) de Rússia, el Regne de la Gran Bretanya, Àustria, l'Imperi Otomà, Portugal, Regne de Nàpols i els Estats Pontificis contra la Primera República Francesa va ser al principi més efectiva que la primera. El govern corrupte i dividit de França, sota el Directori francès, es trobava en plena agitació, i la República estava en fallida (certament, quan l'any 1799 Napoleó va prendre el poder, va trobar només 60.000 francs en el Tresor Nacional). La participació russa va suposar un canvi decisiu sobre la guerra de la Primera Coalició. Les forces russes a Itàlia estaven manades pel notòriament despietat i mai derrotat Alexander Suvorov. La República Francesa no disposava de líders, excepte Lazare Carnot que era el ministre de guerra que havia dut a França a les victòries successives que van seguir a les massives reformes de la primera guerra. A més, Napoleó Bonaparte estava ocupat en una campanya a Egipte, amb l'objectiu d'amenaçar l'Índia britànica. Sense dos dels seus més importants comandants al conflicte anterior, la República va sofrir successives derrotes contra uns enemics revitalitzats, finançats per la corona britànica.

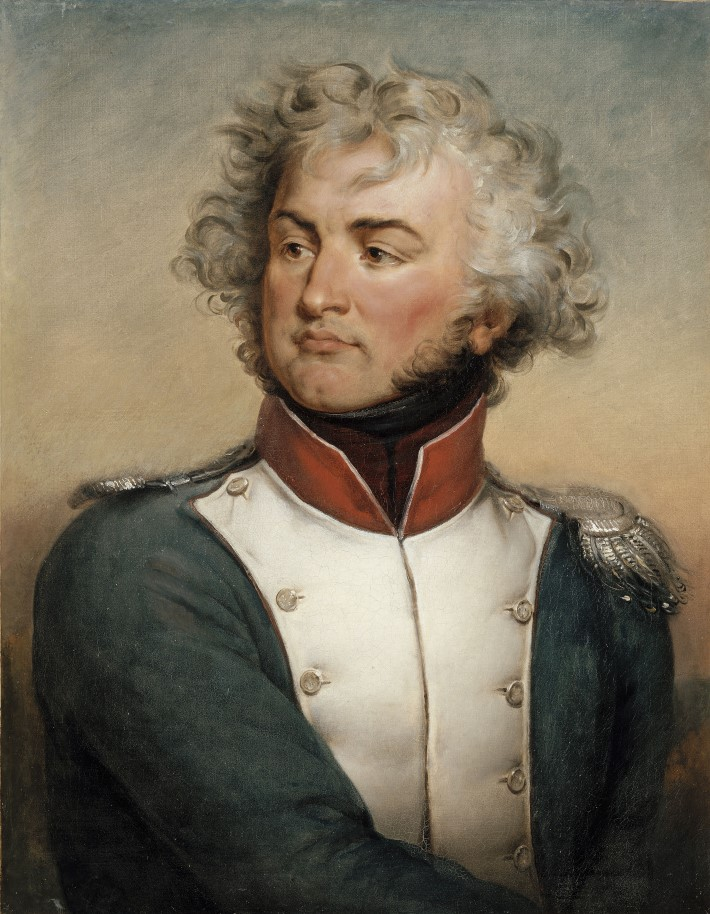
El general Kléber

Bonaparte va tornar l'any 1799, deixant la campanya a Egipte a càrrec del seu segon al comandament, el general Kléber, que hi va morir assassinat l'any següent. Va prendre el control del govern francès l'any 1799, derrocant el Directori francès amb l'ajuda de l'ideòleg Emmanuel Joseph Sieyès. L'ofensiva de les forces austríaques al Rin i a Itàlia es va convertir en una amenaça continua per a França, però totes les tropes russes havien estat retirades del front després de la mort de la tsarina Caterina II de Rússia. Napoleó va reorganitzar la milícia francesa i creà un exèrcit de reservistes per donar suport tant als esforços en el Rin com a Itàlia. En tots els fronts, els avanços francesos van trobar els austríacs amb la guàrdia baixa. En aquell moment l'exèrcit francès comptava només amb 300.000 soldats lluitant contra les forces de la Coalició. A Itàlia la situació era no obstant d'allò més delicada a causa de la pressió d'Àustria. Napoleó es va veure forçat a mobilitzar l'exèrcit de reservistes. Va xocar amb els austríacs en la batalla de Marengo el 14 de juny de 1800 i podria haver perdut la batalla de no ser per la intervenció decisiva del general Louis Charles Antoine Desaix, que va atacar la rereguarda austríaca i la va vèncer. Desaix va morir en la batalla, i Napoleó va commemorar posteriorment el seu coratge construint-li monuments i gravant el seu nom a l'Arc de Triomf de l'Étoile. En el riu Rin, en canvi, la batalla decisiva va arribar quan un exèrcit francès de 180.000 homes es va enfrontar a 120.000 soldats austríacs en la batalla de Hohenlinden el 3 de desembre. Àustria va ser vençuda definitivament i va abandonar el conflicte després del Tractat de Lunéville, el febrer de 1801.

Napoleó coronant-se Emperador, a la Catedral de Notre Dame de París, davant de la mirada del Papa de Roma, obra de Jacques-Louis David

A partir d'aquell moment el major problema pendent de Napoleó Bonaparte era el Regne Unit de la Gran Bretanya i Irlanda, que exercia una influència desestabilitzadora a les potències continentals. Els britànics havien propiciat la Segona Coalició mitjançant l'aportació dels diners per garantir el seu finançament. Napoleó estava convençut que sense una derrota britànica o un tractat amb el Regne Unit de la Gran Bretanya i Irlanda no podria aconseguir una veritable pau. L'exèrcit britànic era una amenaça relativament petita per la Primera República Francesa, però l'Armada Reial Britànica era una contínua amenaça per a la flota francesa i per a les colònies franceses a les illes del Carib. A més, els fons anglesos eren suficients per unir les grans potències del continent contra França, ja que malgrat les nombroses derrotes l'exèrcit austríac encara era un perill potencial per a la França Napoleònica.
Napoleó no va ser capaç d'envair Gran Bretanya d'una forma directa. Segons les famoses paraules de l'almirall John Jervis, primer Comte de Saint Vincent (en honor de la històrica victòria naval de la batalla del cap de Sant Vicent contra l'esquadra franco-espanyola): Jo no dic, senyors, que els francesos no vinguin; només dic que no vindran per mar (paraules evidentment iròniques tractant-se la Gran Bretanya d'una illa), s'expressava la situació després de les derrotes de la flota francesa en la batalla del Nil (Aboukir, 1 d'agost de 1798) i la posterior derrota de la flota combinada franco-espanyola en la batalla de Trafalgar (21 d'octubre de 1805), ambdues amb l'almirall Horaci Nelson al comandament de la flota britànica. Finalment, va ser fàcilment continguda una expedició francesa a Irlanda.

### La Guerra de les Canoneres

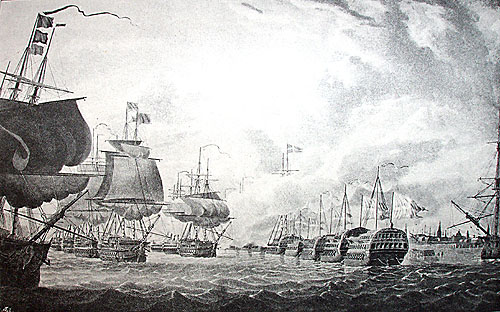
Primera Batalla de Copenhaguen (2 d'abril de 1801)

Dinamarca i Noruega, que originalment s'havien declarat neutrals, van treure profit de la guerra mitjançant el comerç i van establir una armada conjunta. Després d'una mostra d'intimidació a la Primera Batalla de Copenhaguen (1801), els anglesos van capturar una bona part de la flota danesa a la Segona Batalla de Copenhaguen (1807). Això va acabar amb la neutralitat dels danesos. Aquest es van embrancar en una guerra naval d'escamots on amb petits vaixells canoners pretenien atacar els vaixells anglesos, molt més pesants, grans i amb peces d'artilleria més potents, que estiguessin en aigües daneses i noruegues. La Guerra de les Canoneres va acabar quan la flota anglesa va obtenir la victòria en la batalla de Lyngr l'any 1812, en la que va ser destruït el darrer dels vaixells de guerra danesos, una fragata.

### La Pau d'Amiens
El Tractat d'Amiens de 1802 va donar com a resultat la pau entre el Regne Unit de la Gran Bretanya i Irlanda i la Primera República Francesa, que va significar el col·lapse final de la Segona Coalició. No obstant això, mai es va considerar un tractat de llarga durada: cap de les parts estava satisfeta i ambdues van incomplir parts d'aquest. Les hostilitats van recomençar el 18 de maig de 1803. L'objecte del conflicte va canviar des del desig de restaurar l'Antic Règim a la lluita per acabar amb Napoleó Bonaparte.
Bonaparte va declarar l'Imperi el 28 de maig de 1804, i va ser coronat emperador a la Catedral de Notre-Dame de París el 2 de desembre de 1804.

## La Tercera Coalició i la victòria de Napoleó

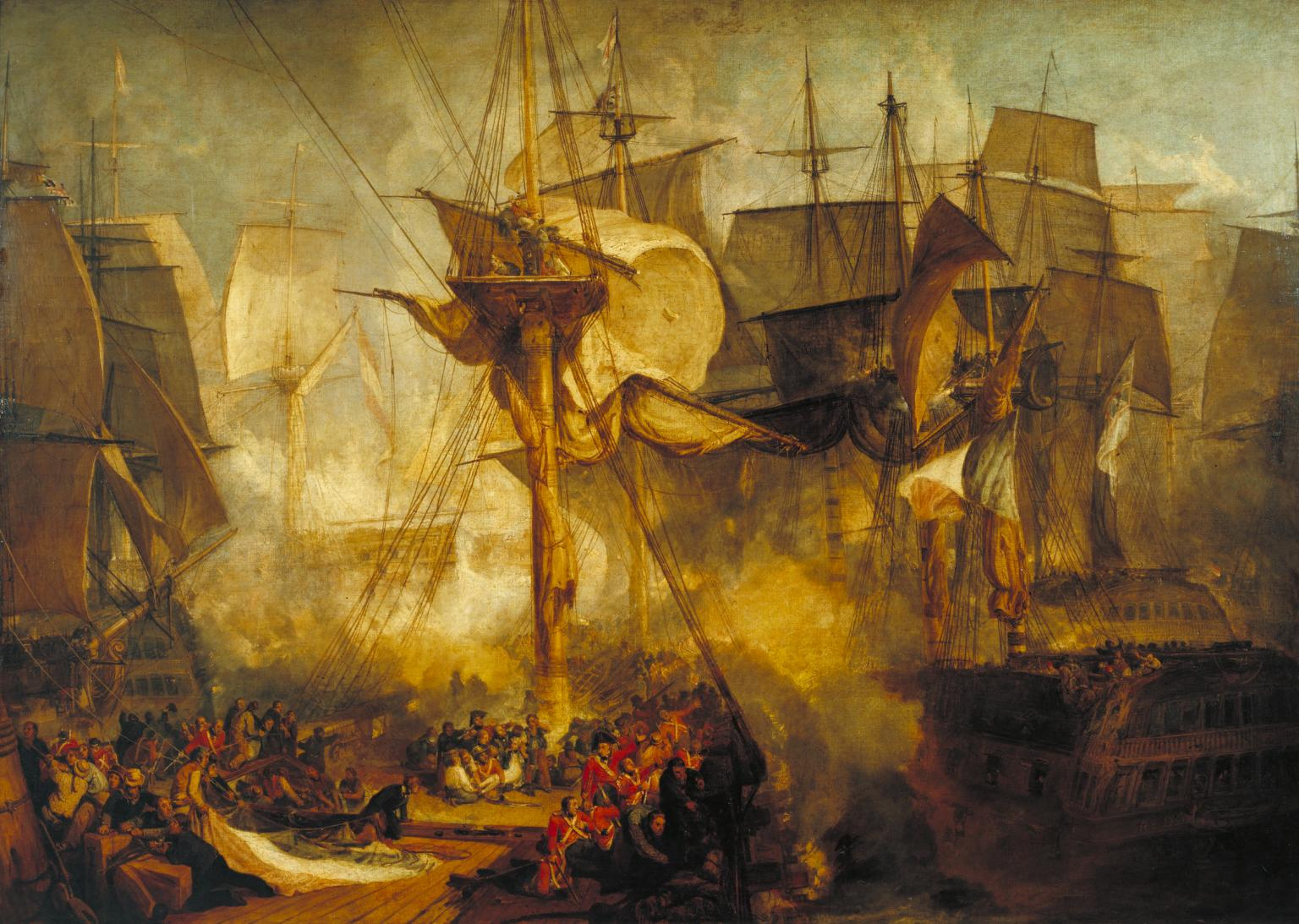
Batalla de Trafalgar, pintura de Turner de (1806)

Napoleó va planejar envair les Illes Britàniques reunint 180.000 soldats al Camp de Montreuil-sur-mer. No obstant això per poder portar a terme aquesta acció necessitava aconseguir abans la superioritat naval o almenys allunyar a la flota britànica del Canal de la Mànega.
Es va elaborar un complex pla per a distreure els britànics, amenaçant les seves possessions a les Illes del Carib. Els continus conflictes navals i colonials, incloent l'anomenada Acció de 1805, on tres vaixells francesos van atacar un navili i un vaixell de càrrega britànic, van marcar la tònica durant uns mesos. Això era també un clar senyal de la nova naturalesa de la guerra. Els conflictes en el Carib podien tenir un efecte immediat i directe sobre el conflicte europeu, un signe que les Guerres Napoleòniques havien arribat a un punt en el qual s'havien convertit en una guerra mundial. L'únic precedent d'un conflicte tan ampli i a tal escala va ser la Guerra dels Set Anys.
El pla de distracció va fallar quan la flota franco-espanyola comandada per l'almirall Pierre-Charles Villeneuve es va retirar després d'una acció poc decidida en la Batalla del Cap Finisterre (1805). Villeveuve es va veure bloquejat a Cadis fins que la flota combinada va sortir de nou el 19 d'octubre amb destinació a Nàpols.

### La batalla de Trafalgar
La flota va ser vençuda i capturada en la batalla de Trafalgar el 21 d'octubre per l'armada britànica al comandament d'Horatio Nelson. Napoleó havia enviat plans diferents a Villeneuve, però aquest va vacil·lar constantment i al seguir el pla inicial va acabar patint aquesta desfeta desastrosa de les flotes espanyoles i franceses.
Després d'aquest contratemps, Napoleó va abandonar (encara que no va oblidar) els seus plans per a envair les Illes Britàniques, i va centrar la seva atenció als seus enemics en el continent europeu. L'exèrcit francès va deixar Boulogne i es va traslladar a Àustria.

### La batalla d'Austerlitz i la derrota austríaca

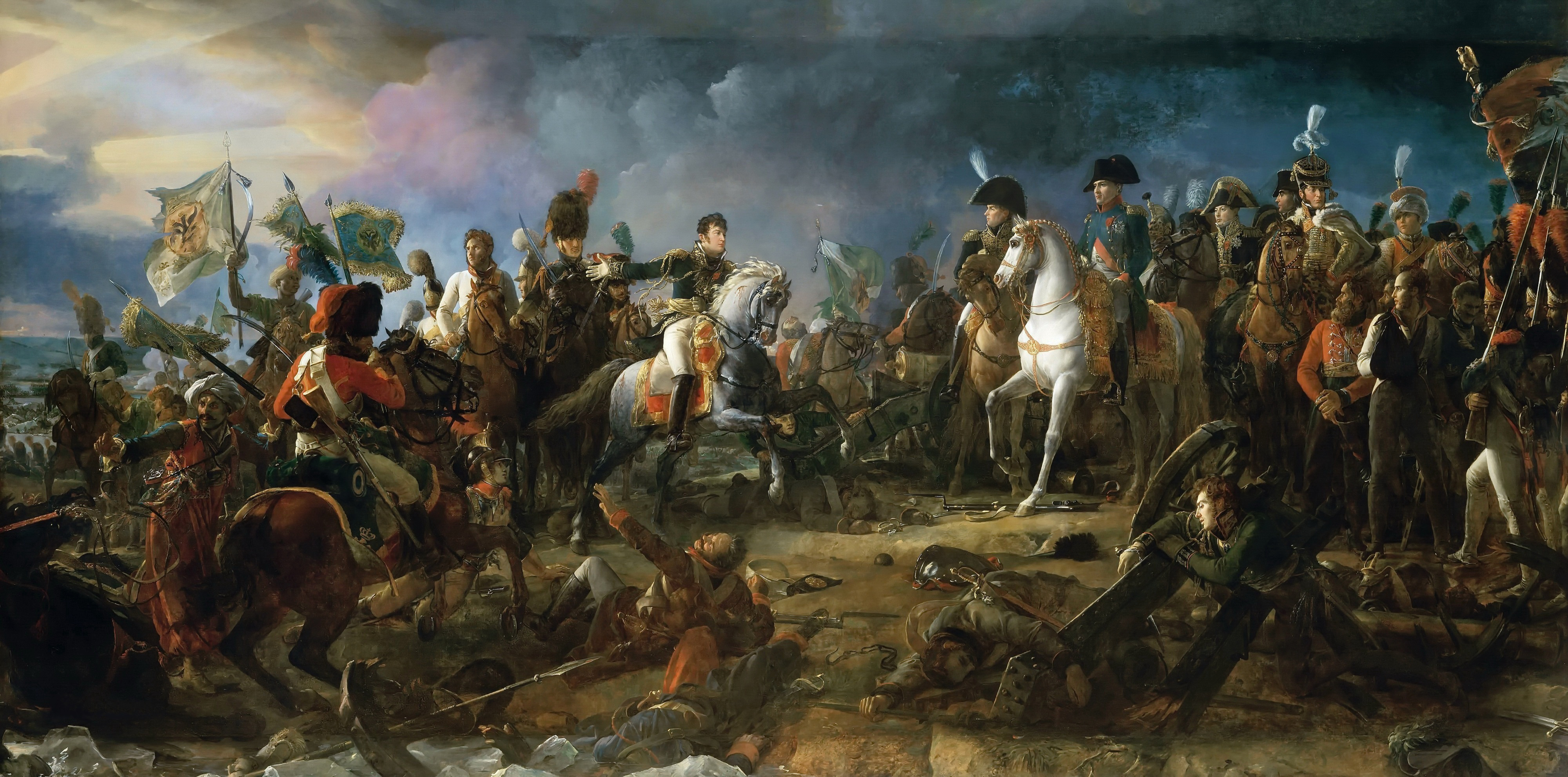
Batalla d'Austerlitz (1805)

L'abril de 1805 el Regne Unit de la Gran Bretanya i Irlanda i Rússia van signar un tractat per a expulsar els francesos dels Països Baixos i Suïssa. Àustria es va unir a Tercera Coalició després de l'annexió francesa de Gènova i la proclamació de Napoleó com a rei d'Itàlia. Els austríacs van començar la guerra envaint Baviera amb un exèrcit d'uns 70.000 homes sota el comandament de Karl Mack von Lieberich, i l'exèrcit francès va sortir de Boulogne cap al final de juliol de 1805 per enfrontar-s'hi.
A la batalla d'Ulm (del 25 de setembre al 20 d'octubre), Napoleó va tractar de vèncer l'exèrcit de Mack amb una maniobra envoltant brillant, forçant la seva rendició sense pèrdues substancials. Amb l'exèrcit principal d'Àustria al nord dels Alps vençut (l'altre exèrcit sota el comandament de l'Arxiduc Carles havia acorralat l'exèrcit d'André Masséna a Itàlia amb resultats poc concloents), Napoleó va ocupar Viena.
Lluny de les seves línies de subministrament, Napoleó es va enfrontar amb un exèrcit austríac i rus superior en nombre al seu i sota el comandament de Mikhaïl Kutúzov, amb els emperadors Francesc II del Sacre Imperi Romanogermànic i Alexandre I de Rússia presents. En el que és considerada la seva major victòria, el 2 de desembre Napoleó va destrossar l'exèrcit combinat austrorús en la batalla d'Austerlitz, a Moràvia. Va infringir un total de 25.000 baixes a un exèrcit numèricament superior i els francesos en van tenir menys de 7.000 en les pròpies files. Després d'Austerlitz, Àustria va signar el Tractat de Pressburg, deixant la coalició. Això va costar-li a Àustria d'haver de cedir Venècia al Regne d'Itàlia (Napoleònic) i el Tirol a Baviera.
Amb la retirada d'Àustria, la guerra s'estancà. L'exèrcit napoleònic aconseguia un rècord de victòries en terra, però la força total de l'exèrcit rus encara no havia entrat en joc.

## Quarta Coalició i domini europeu de Napoleó
La Quarta Coalició (1806-1807) de Prússia, Saxònia i Rússia contra França es va formar només uns mesos després de la caiguda de la coalició precedent. El juliol de 1806, l'Emperador de França havia creat la Confederació del Rin, ignorant els minúsculs estats alemanys de la vall del Rin i de l'interior d'Alemanya. Molts dels estats més petits van ser annexionats als principats electorals, ducats i regnes més grans per a fer del govern de l'Alemanya no prussiana una tasca més senzilla. Els estats més grans van ser Saxònia i Baviera, els governants dels quals van ser elevats al rang de reis per Napoleó.

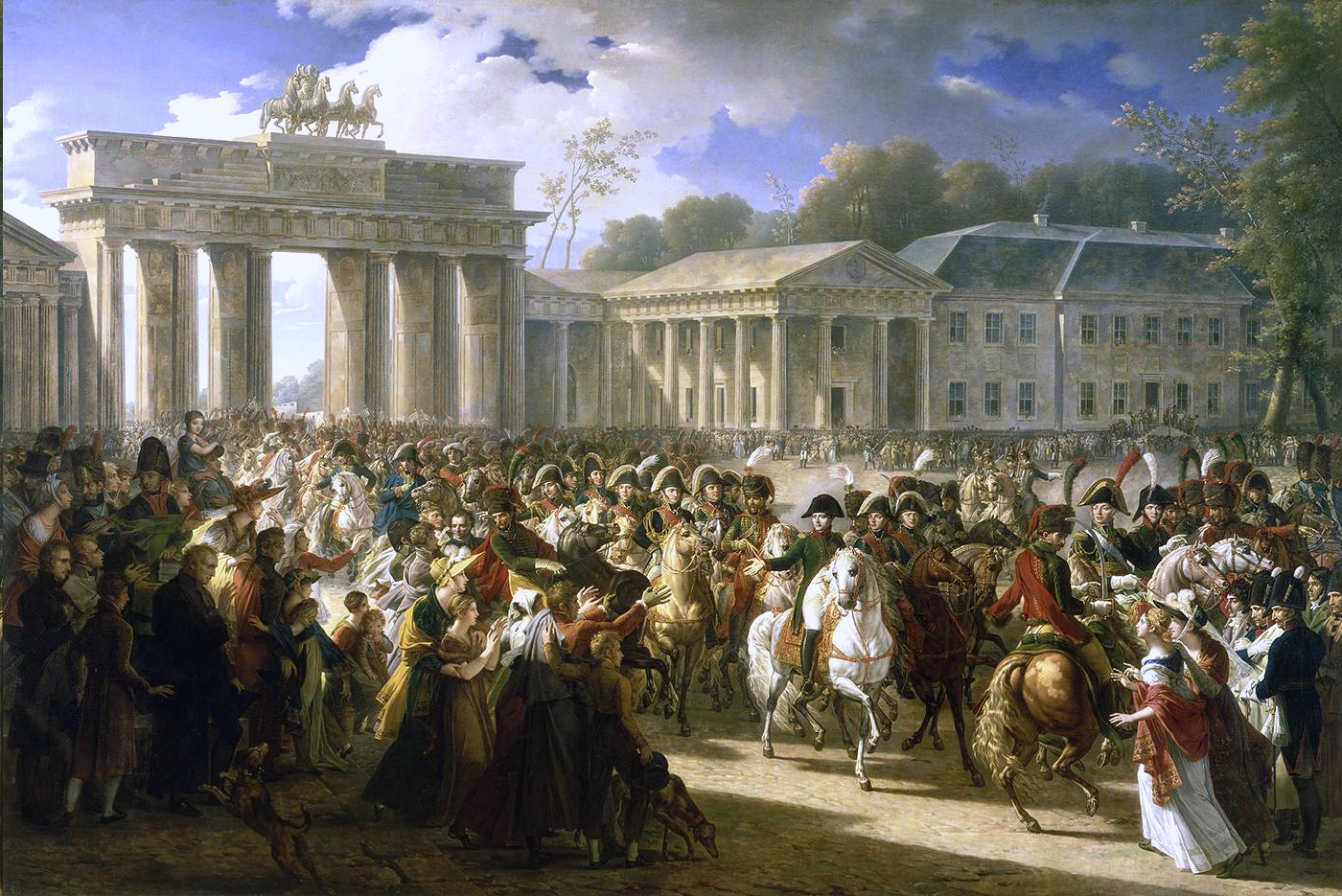
Napoleó entrant a Berlín (1806)

L'agost, el rei de Prússia Frederic Guillem III de Prússia va prendre la decisió d'anar a la guerra independentment de les altres grans potències. El curs dels esdeveniments més assenyat hagués estat declarar la guerra l'any anterior i unir-se a Àustria i Rússia. Això podria haver contingut a Napoleó i previngut el desastre aliat en la batalla d'Austerlitz. L'exèrcit rus, un aliat de Prússia, es trobava bastant lluny quan el rei prussià va fer la seva declaració de guerra. Al setembre, Napoleó va llançar a totes les forces franceses sobre el Rin. Eren al voltant de 160.000 homes, xifra que va augmentar a mesura que la campanya es desenvolupava, contra Prússia, i es van moure amb tal velocitat que virtualment van anihilar l'exèrcit prussià d'uns 250.000 homes. Prússia va haver de suportar la mort de 25.000 d'ells, 150.000 van ser fets presoners i els francesos es van apropiar d'unes 4.000 peces d'artilleria i 100.000 mosquets, que van ser emmagatzemats a Berlín. L'exèrcit prussià va ser definitivament vençut per Napoleó en la batalla de Jena, i pel mariscal Davout en la batalla d'Auerstedt (14 d'octubre de 1806). Aquesta darrera batalla va enfrontar un simple cos de l'exèrcit francès que va derrotar el gruix de l'exèrcit prussià. A Jena, Napoleó únicament va lluitar contra un destacament. L'emperador francès va entrar a Berlín el dia 27, i va visitar la tomba de Frederic II de Prússia, ordenant als seus mariscals llevar-se el barret i dir: Si ell estigués viu, nosaltres no estaríem aquí avui. En total, Napoleó havia trigat només 19 dies des del començament del seu atac sobre Prússia fins al final de la guerra amb la caiguda de Berlín i la destrucció dels seus principals exèrcits a Jena i Auerstedt. Com contrast, Prússia havia lluitat durant tres anys a la guerra de la Primera Coalició.

### Bloqueig continental
A Berlín, Napoleó va promulgar una sèrie de decrets que van entrar en vigor l'1 de novembre de 1806, duent a efecte el Bloqueig Continental, que pretenia eliminar l'amenaça britànica mitjançant mesures econòmiques. Com s'ha explicat al principi d'aquest article, l'exèrcit britànic era una petita amenaça per al Primer Imperi Francès. El Regne Unit de la Gran Bretanya i Irlanda mantenia un exèrcit regular de només 220.000 homes en el moment àlgid de les Guerres Napoleòniques, quan les forces franceses superaven la xifra d'un milió i mig d'efectius, a més dels exèrcits de nombrosos aliats i molts centenars de milers de guàrdies que podien ser agregats a l'exèrcit en cas necessari. L'Armada Reial Britànica era problemàtica per als interessos francesos pel que concerneix el comerç intercontinental del Primer Imperi Francès, però no podia fer res contra el comerç francès continental, i no suposava una amenaça pel territori de França. D'altra banda, la població i la capacitat de producció francesa eren molt superiors a les britàniques; no obstant això, el domini del mar del Regne Unit li va permetre consolidar una considerable força econòmica, que era suficient per a assegurar que França mai no podria consolidar la pau per les coalicions que el Regne Unit aixecava contra ella. Els governants francesos, en canvi, creien que aïllar als britànics del continent acabaria amb la seva influència econòmica sobre Europa. Aquesta era la base de l'anomenat Bloqueig Continental, que va ser el que es va imposar.
La següent etapa de la guerra va dur a l'expulsió de les tropes russes de Polònia i la creació del nou Gran Ducat de Varsòvia. Napoleó llavors va prendre rumb nord per a enfrontar-se a les restes de l'exèrcit rus i intentar capturar la nova capital prussiana de Königsberg. Un moviment tàctic en la batalla d'Eylau, entre el 7 i el 8 de febrer, va forçar als russos a una posterior rendició. Napoleó va dur l'exèrcit rus llavors en la batalla de Friedland, el 14 de juny. Després d'aquesta derrota, Alexandre I es va veure forçat a signar la pau amb Napoleó en el Tilsit, el 7 de juliol de 1807.
En el Congrés d'Erfurt (1808), Napoleó i el tsar Alexandre I de Rússia van acordar que Rússia havia de forçar a Suècia a unir-se al Bloqueig Continental, la qual cosa va conduir a la Guerra de Finlàndia i a la divisió de Suècia pel golf de Botnia. La part oriental va ser annexionada per Rússia en el Gran Ducat de Finlàndia.

## La Cinquena Coalició i la guerra a Espanya

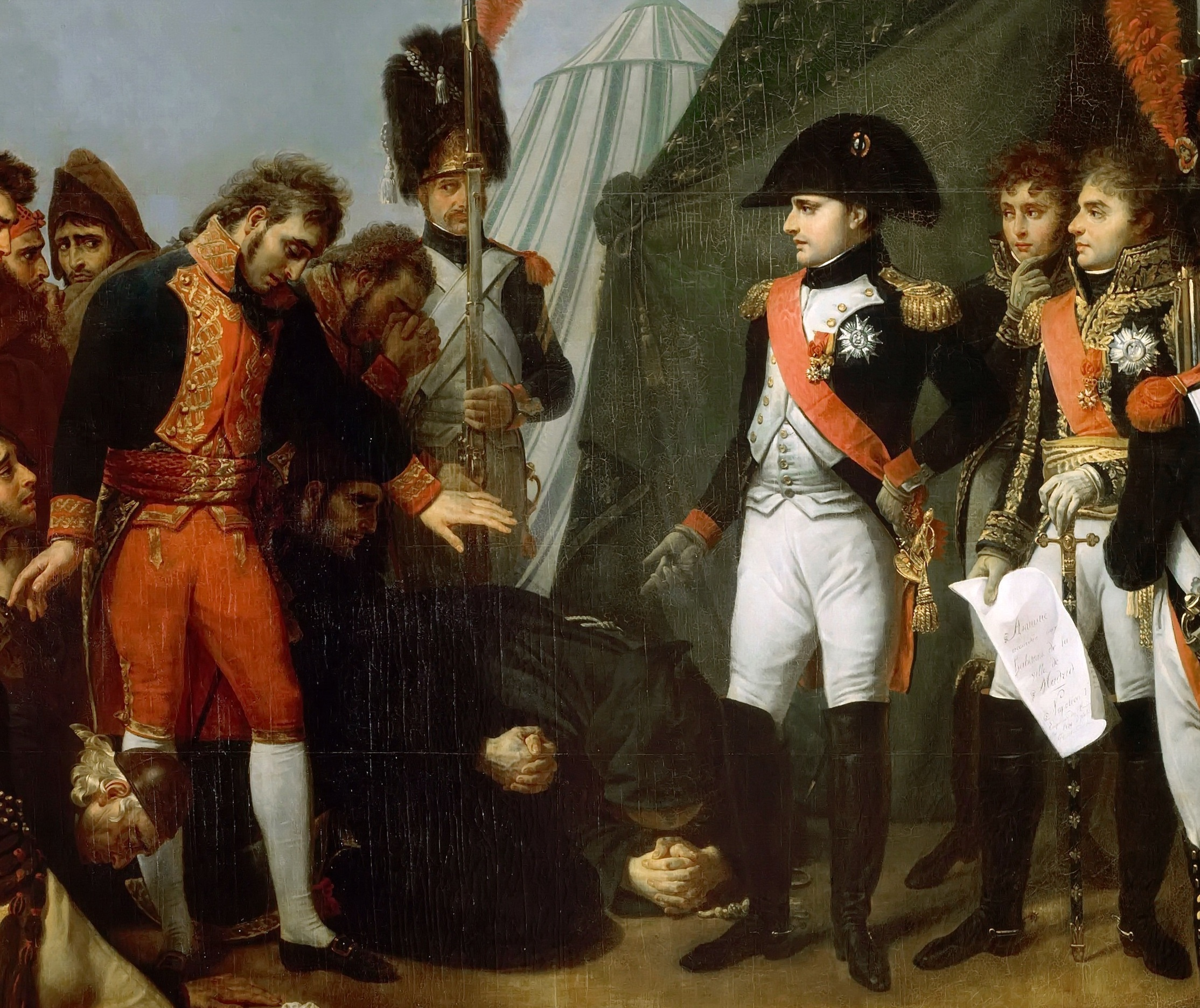
Entrada de Napoleó a Madrid (1808).

Els afusellaments del 3 de maig de 1808 a Madrid, de Francisco de Goya.

El conflicte a la península Ibèrica va començar quan Portugal va continuar comerciant amb el Regne Unit tot i les restriccions imposades pels francesos. Els francesos van aprofitar el Tractat de Fontainebleau, pel que el Regne d'Espanya permet les tropes del Primer Imperi Francès travessar el seu territori per envair el Regne de Portugal per estacionar tropes en el territori per deposar Carles IV d'Espanya per posar al germà de Napoleó, Josep I Bonaparte. Quan tropes espanyoles van vèncer als francesos en la batalla de Bailén, demostrant que una part important dels espanyols no volia mantenir la seva aliança amb França, les tropes franceses van ocupar gradualment el seu territori fins a entrar en Madrid, el que va propiciar la intervenció britànica. L'alçament popular contra la invasió francesa el 2 de maig de 1808 va donar lloc a la Guerra del Francès.
La Cinquena Coalició (1809) del Regne Unit de la Gran Bretanya i Irlanda i l'Arxiducat d'Àustria contra el Primer Imperi Francès es va formar mentre el Regne Unit s'enfrontava amb França en la Guerra del Francès.
De nou, el Regne Unit s'havia quedat sol, el que es devia en gran part al fet que els britànics mai havien entrat en un conflicte a gran escala amb França, al contrari que els seus aliats continentals. L'activitat militar britànica s'havia reduït a una successió de petites victòries en les colònies franceses i altres victòries navals a Copenhaguen (2 de setembre de 1807). A terra, només es va intentar la desastrosa Expedició Walcheren (1809). La lluita es va centrar aleshores en la guerra econòmica: Bloqueig Continental envers el bloqueig naval. Ambdós costats van entrar en combat tractant de reforçar els seus bloqueigs; els britànics van combatre els Estats Units a la Guerra de 1812, i els francesos es van enfrontar a la Guerra del Francès a Espanya (1808-1814).
Àustria, prèviament aliada de França, va aprofitar l'oportunitat d'intentar recuperar el seu antic Sacre Imperi Romanogermànic que havia existit abans de Batalla d'Austerlitz. Inicialment van tenir èxit contra les febles forces del mariscal Davout. Napoleó havia deixat a Davout amb només 170.000 soldats per a defensar la frontera occidental de França. Aquesta mateixa tasca l'havien dut a terme en els anys 1790 800.000 soldats, i aleshores havien de defensar un front molt menor.
Napoleó va gaudir d'un èxit fàcil a Espanya, tornant a prendre Madrid i derrotant a espanyols i britànics, expulsant a l'exèrcit britànic de la península. L'atac d'Àustria va agafar desprevingut Napoleó, que estava embolicat en operacions victorioses contra el Regne Unit. Això va fer que abandonés la península Ibèrica i no hi tornés mai més. En la seva absència, i en absència dels seus millors oficials (Davout va romandre a l'est durant la guerra), la situació va canviar, especialment quan va arribar el general irlandès Arthur Wellesley de Wellington com a comandant de les forces britàniques.

Imperi napoleònic a principis de 1811

Els austríacs es van introduir al Gran Ducat de Varsòvia, però van ser vençuts en la batalla de Radzyn, el 19 d'abril de 1809. L'exèrcit polonès va recuperar el territori conegut com a Galítzia després dels seus primers èxits.
Napoleó va assumir el comandament a l'est i va encoratjar l'exèrcit per a contraatacar a Àustria. Una sèrie de batalles relativament menors van assegurar la massiva batalla de Aspern-Essling, la primera derrota tàctica de Napoleó. L'error del comandant austríac, l'Arxiduc Carles, en voler prosseguir després de la seva petita victòria, va permetre Napoleó preparar un intent d'assetjar Viena, cosa que va fer a primers de juliol. Va vèncer els austríacs en la batalla de Wagram, entre el 5 de juliol i el 6 de juliol. Durant aquesta batalla el mariscal Jean Baptiste Jules Bernadotte va ser desposseït del seu títol i ridiculitzat per Napoleó enfront d'altres oficials de l'estat major. A Bernadotte li van oferir llavors la corona de Príncep de Suècia, que va acceptar traint així Napoleó. Posteriorment, Bernadotte participaria activament en les guerres contra el seu antic emperador. La guerra de la Cinquena Coalició va acabar amb el Tractat de Schönbrunn, el 14 d'octubre de 1809.
En 1810, el Primer Imperi Francès va arribar la seva màxima extensió. Napoleó es va casar amb Marie-Louise, una arxiduquessa austríaca, amb la finalitat d'assegurar una aliança estable amb Àustria i proporcionar un hereu a l'emperador, cosa que la seva primera esposa, Josefina, no havia pogut donar-li. A més de l'Imperi Francès, Napoleó controlava la Confederació Suïssa, La Confederació del Rin, el Gran Ducat de Varsòvia i el Regne d'Itàlia. Els territoris aliats incloïen: el Regne d'Espanya (Josep Bonaparte), el regne de Westfàlia (Jérôme Bonaparte), el Regne de Nàpols (Joaquim Murat, cunyat seu), el principat de Lucca i Piombino (Félix Bacciocchi), i els seus antics enemics, Prússia i l'Imperi Austríac.

## La Sisena Coalició i la desfeta napoleònica

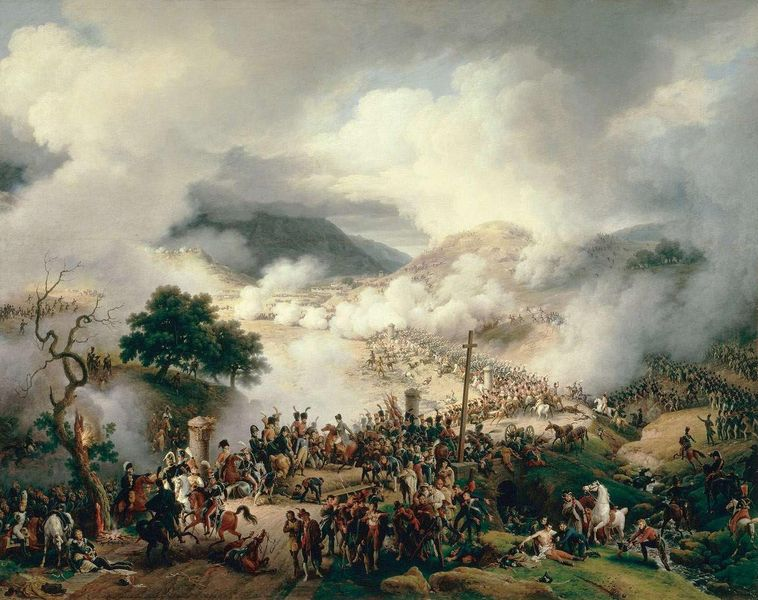
Batalla de Somosierra, a Espanya (1808)

La Sisena Coalició (1812-1814) va consistir en l'aliança del Regne Unit de la Gran Bretanya i Irlanda, Rússia, Prússia, Suècia, Àustria i un cert nombre d'estats alemanys contra el Primer Imperi Francès.
L'any 1812 Napoleó va envair Rússia per obligar l'emperador Alexandre I de Rússia a romandre en el Bloqueig Continental i eliminar el perill imminent d'una invasió russa de Polònia. La Grande Armée, 650.000 homes (270.000 francesos i molts soldats de països aliats o súbdits), van travessar el riu Niemen el 23 de juny de 1812.
Rússia va proclamar la Guerra Patriòtica, mentre Napoleó proclamava una Segona Guerra Polonesa, però en contra de les expectatives dels polonesos, que van subministrar gairebé 100.000 soldats per a la força invasora, Napoleó va evitar donar cap concessió a Polònia, tenint presents les posteriors negociacions amb Rússia.

Retirada de la Grande Armée de Rússia (1813)

Rússia va mantenir la tàctica de retirar-se, deixant el territori lliure utilitzant la tàctica de la terra cremada. Els russos es van detenir i van lluitar en la batalla de Borodino, el 7 de setembre, que va ser molt sagnant, forçant als russos a retirar-se i deixar obert el camí cap a Moscou. Sobre el 14 de setembre, Moscou era capturada i saquejada. Alexandre I de Rússia va refusar capitular. Sense un signe clar de victòria a la vista, Napoleó es va veure forçat a retirar-se de Moscou després que el governador, príncep Rostoptxín, ordenés l'incendi total de la ciutat. Així començava la desastrosa Gran Retirada, amb 370.000 baixes i 200.000 presoners. Al novembre, només quedaven 70.000 soldats, ben equipats i amb una bona proporció de cavalleria, per travessar el riu Berézina. Napoleó va deixar al seu exèrcit per tornar a París i preparar la defensa de Polònia de l'avanç rus. La situació no era tan desesperada com podria semblar al principi. Els russos havien perdut 250.000 homes, i el seu exèrcit estava igualment esgotat. No obstant això tenien l'avantatge d'unes línies de subministrament més curtes i podien renovar les seves tropes amb major rapidesa que els francesos.
Al mateix temps, a la Guerra del Francès, en la batalla de Vitòria (21 de juny de 1813), l'ocupació francesa d'Espanya es va acabar definitivament per la victòria de Sir Arthur Wellesley sobre Josep Bonaparte, es va restaurar la monarquia borbònica en la figura de Ferran VII d'Espanya, i els francesos es van veure forçats a abandonar Espanya creuant els Pirineus.
Veient una oportunitat en aquesta històrica derrota de Napoleó, Prússia va tornar a la guerra, Napoleó va creure que podria crear un nou exèrcit tan gran com el que havia enviat a Rússia, i va reforçar ràpidament les seves forces a l'est de 30.000 a 130.000 homes, que posteriorment van arribar als 400.000. Napoleó va infligir 20.000 baixes a les forces aliades en la batalla de Lützen (2 de maig de 1813), i en la batalla de Bautzen (20 de maig al 21 de maig).
L'Armistici de Pleischwitz es va declarar el 4 de juny i va continuar fins al 13 d'agost, temps durant el qual ambdues parts van tractar de recuperar la cambra de milió de baixes que aproximadament van tenir des d'abril. També en aquest període els aliats van negociar per dur a Àustria a un enfrontament obert amb el Primer Imperi Francès. Es van formar dos exèrcits austríacs que tenien al voltant de 800.000 tropes frontereres en el front alemany, amb una reserva estratègica de 350.000 efectius, formada per donar suport a les operacions frontereres.

### La batalla de Leipzig i la primera abdicació de Napoleó

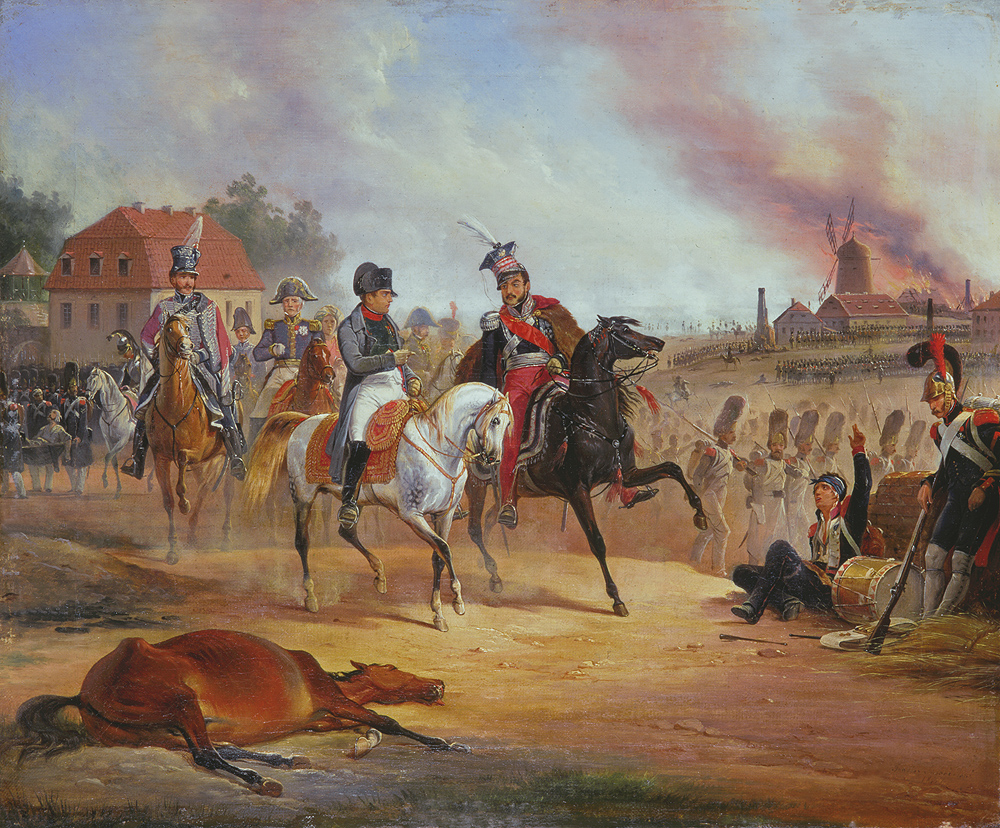
Napoleó i Józef Antoni Poniatowski, cap de les forces poloneses en la batalla de Leipzig (1813)

Napoleó va poder dur el gruix de les forces imperials a la regió fins al voltant de 650.000 homes, encara que només 250.000 estaven sota el seu comandament directe, amb uns altres 120.000 sota el comandament de Nicolas Charles Oudinot i 30.000 sota el comandament de Davout. La Confederació del Rin va equipar a Napoleó amb el gruix de les forces restants, esdevenint Saxònia i Baviera els principals cooperants. A més, el regne de Nàpols de Murat al sud i el regne d'Itàlia d'Eugeni de Beauharnais tenien una força combinada total de 100.000 homes, i entre 150.000 i 200.000 tropes franceses procedents d'Espanya havien estat forçades a retirar-se per les forces espanyoles i britàniques que arribaven a un nombre del voltant de 150.000 efectius. Per tant, 900.000 soldats francesos en total es van oposar en tots els fronts de batalla al voltant d'un milió d'efectius aliats (sense incloure les reserves estratègiques que s'estaven formant a Alemanya). Les aparences, no obstant això, enganyaven un poc, ja que molts dels soldats alemanys que lluitaven en el bàndol francès no eren gens fiables, i sempre estaven disposats a desertar al bàndol aliat. És raonable llavors dir que Napoleó no podia comptar amb més de 450.000 homes a Alemanya, la qual cosa significava que tot els seus intents i propòsits, era superat en una relació de dos sobre un.
Després de la fi de l'armistici, Napoleó semblava haver recuperat finalment la iniciativa a Dresden, on va vèncer un exèrcit aliat numèricament superior, i li va infligir enormes pèrdues, mentrestant els francesos havien sofert relativament poques baixes. No obstant això, les errades dels seus mariscals i una falta de seguretat en la resta de l'ofensiva per la seva banda els va donar l'avantatge parcial que aquesta significativa victòria els podia haver assegurat.

A la batalla de Leipzig a Saxònia (del 16 d'octubre al 19 d'octubre de 1813), també anomenada «Batalla de les Nacions», 191.000 francesos van lluitar contra més de 450.000 aliats, i els francesos van ser derrotats i forçats a retirar-se a França. Napoleó va lluitar en una sèrie de batalles, incloent la batalla d'Arcis-sud-Aube, a França, però a poc a poc va ser forçat a retrocedir davant la superioritat dels seus oponents. 

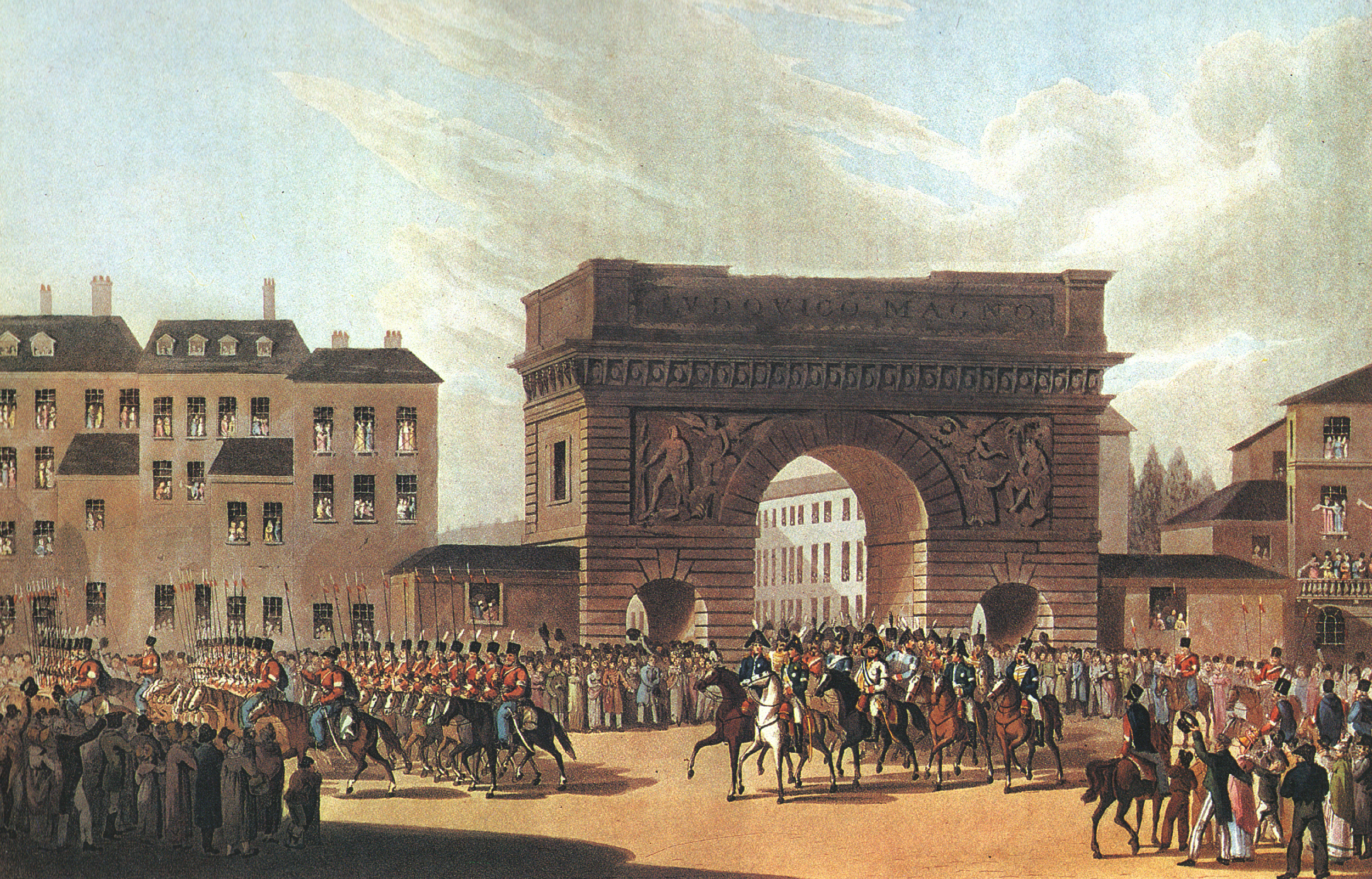
L'exèrcit rus entra a París (30 de març de 1814)

Durant aquests dies va tenir lloc la campanya dels Sis Dies, en la qual va guanyar múltiples batalles contra les tropes enemigues que avançaven cap a París, però mai va aconseguir conduir al camp de batalla a més de 70.000 homes durant tota la campanya, enfront de més de mig milió de tropes aliades. En el Tractat de Chaumont, el 9 de març, els aliats van acordar mantenir la Coalició fins a la derrota definitiva de Napoleó.
Els aliats van entrar a París el 30 de març de 1814. Napoleó estava decidit a lluitar, incapaç d'afrontar la seva caiguda del poder. Durant la campanya havia calculat uns reforços de 900.000 reclutes frescos, però només va poder mobilitzar una fracció d'aquesta xifra, i els esquemes progressivament més irreals de Napoleó per a la victòria van deixar pas a una realitat sense esperances. Napoleó va abdicar el 6 d'abril gràcies al segon Tractat de Fontainebleau i s'inicià l'1 d'octubre el Congrés de Viena.
Napoleó va ser obligat a exiliar-se a l'illa d'Elba, i es va restaurar la Dinastia borbònica al Regne de França en la persona de Lluís XVIII de França.

## Setena Coalició i retorn de Napoleó, els Cent Dies
La Setena Coalició (1815) va unir al Regne Unit de la Gran Bretanya i Irlanda, Rússia, Prússia, Suècia, Imperi Austríac, els Països Baixos i cert nombre d'estats alemanys contra França. El període conegut com el Govern dels cent dies va començar quan Napoleó va abandonar l'illa d'Elba i va desembarcar a Canes, l'1 de març de 1815. A mesura que Napoleó es traslladava cap a París anava recaptant suports per on passava, i finalment va enderrocar al recentment restaurat Lluís XVIII. Els aliats van preparar immediatament els seus exèrcits per a enfrontar-se a ell de nou. Napoleó va allistar a 280.000 homes, dividits en molts exèrcits. Abans de la seva arribada hi havia un exèrcit de 90.000 homes, i va aconseguir reunir a més d'un quart de milió d'efectius, veterans de passades campanyes, i va promulgar un decret per a mobilitzar al voltant de 2,5 milions d'homes a l'exèrcit francès.

### Batalla de Waterloo i derrota definitiva de Napoleó
Napoleó va conduir uns 124.000 homes de l'exèrcit al nord en una maniobra preventiva per a atacar els aliats a Waterloo, als Països Baixos austríacs, annexats el 1795 a França (avui territori belga). La seva intenció era atacar els exèrcits aliats abans que arribessin a unir-se, amb l'esperança de tirar els britànics al mar i que els prussians abandonessin la guerra.
La seva marxa a la frontera va tenir l'efecte sorpresa que havia esperat. Va forçar els prussians a lluitar en la batalla de Ligny el 16 de juny, derrotant-los i fent-los retrocedir en una desordenada desbandada. Aquell mateix dia, l'ala esquerra de l'exèrcit, sota el comandament del mariscal Michel Ney, va detenir amb èxit totes les forces que Sir Wellington enviava en ajuda del comandant prussià Blücher, amb una acció de bloqueig en la batalla de Quatre Bras. No obstant això, Ney no va poder buidar els llocs de creuament, i Wellington va reforçar la seva posició.
Amb els prussians en retirada, Wellington es va veure forçat a retirar-se també. Es va reorganitzar en una posició que havia reconegut prèviament en un vessant del mont Saint Jean, a poques milles al sud de la vila de Waterloo. Napoleó va dur les seves reserves al nord, i va reunir les seves forces amb les de Ney per a perseguir l'exèrcit de Wellington, però no sense abans ordenar al mariscal Grouchy que es desviés a l'ala dreta i detingués la reorganització de l'exèrcit prussià. Grouchy va fallar en aquesta tasca, perquè encara que va vèncer la rereguarda prussiana, sota el comandament del Tinent General von Thielmann, en la batalla de Wavre (del 18 de juny al 19 de juny), la resta de l'exèrcit prussià va marxar sota el so dels canons en direcció a Waterloo.

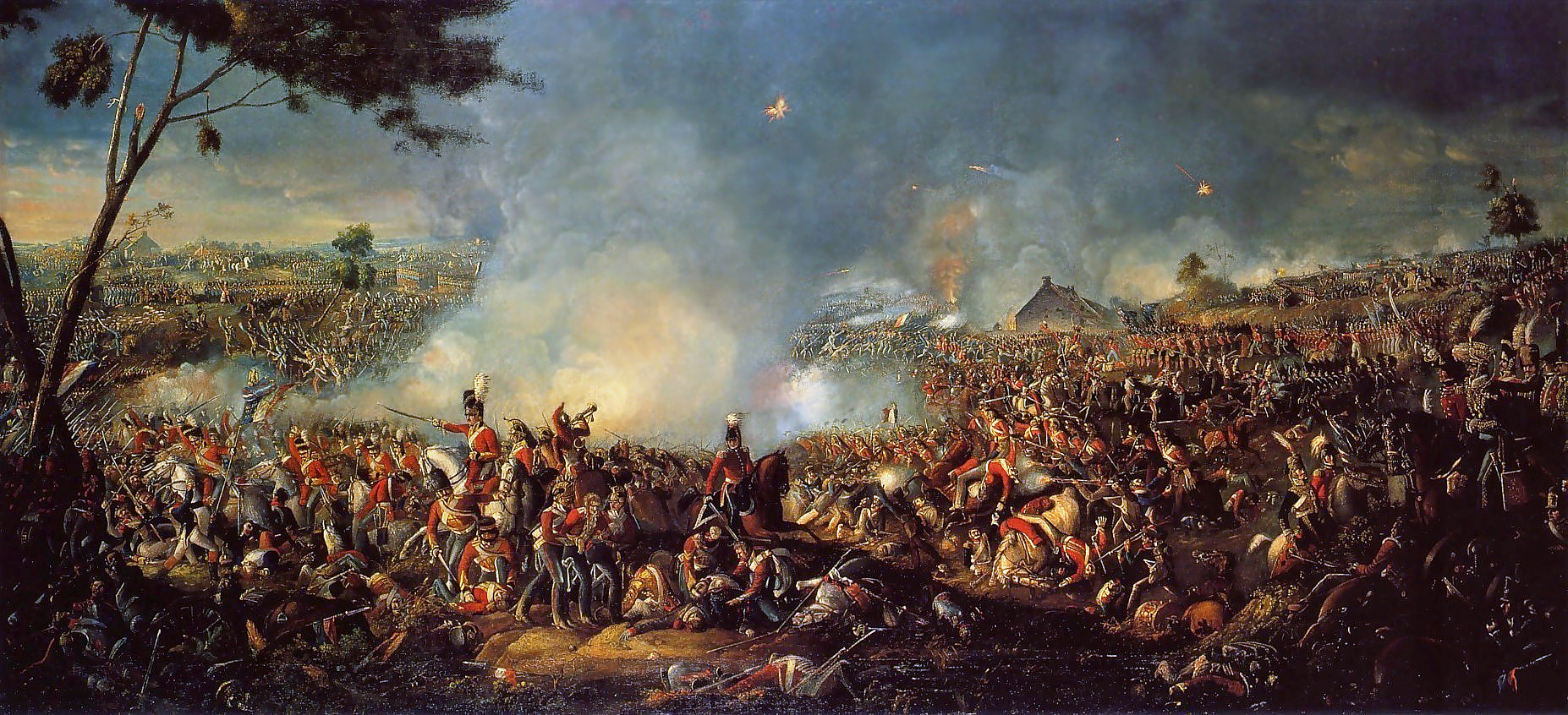
Batalla de Waterloo (18 de juny de 1815), darrera batalla de Napoleó i definitiva derrota de França

Napoleó va retardar durant moltes hores l'inici de la batalla de Waterloo, el matí del 18 de juny de 1815, car estava esperant que el terra s'eixugués després de la pluja de la nit anterior. A darreres hores de la tarda, l'exèrcit francès no havia pogut expulsar les tropes de Wellington del vessant escarpat on estaven. Quan van arribar els prussians aquests van atacar el flanc dret francès en un nombre cada cop més gran, moment en què l'estratègia de Napoleó de mantenir els aliats dividits havia fallat, així el seu exèrcit es va trobar en una confusa retirada, empès per un avanç combinat dels aliats.
Grouchy es va redimir en part en organitzar amb èxit una retirada en ordre cap a París, on el mariscal Davout tenia 117.000 homes preparats per fer retrocedir als 116.000 homes de Blücher i Wellington. Això hagués estat militarment possible, però fou la política finalment la qual va precipitar la caiguda de l'emperador.

## Epíleg: el Tractat de París de 1815
En arribar a París, tres dies després de Waterloo, Napoleó encara s'aferrava a l'esperança de la resistència nacional, però els càrrecs polítics, i el poble en general, li havien retirat el seu suport. Napoleó va ser forçat a abdicar de nou el 22 de juny de 1815. Els aliats el van exiliar llavors a la remota illa de Santa Helena, a l'Atlàntic sud. El Tractat de París (1815) va esmenar les condicions del segon Tractat de Fontainebleau (1814) i confirmar les conclusions del Congrés de Viena i les fronteres dels Estats Europeus.

## Efectes polítics de les guerres

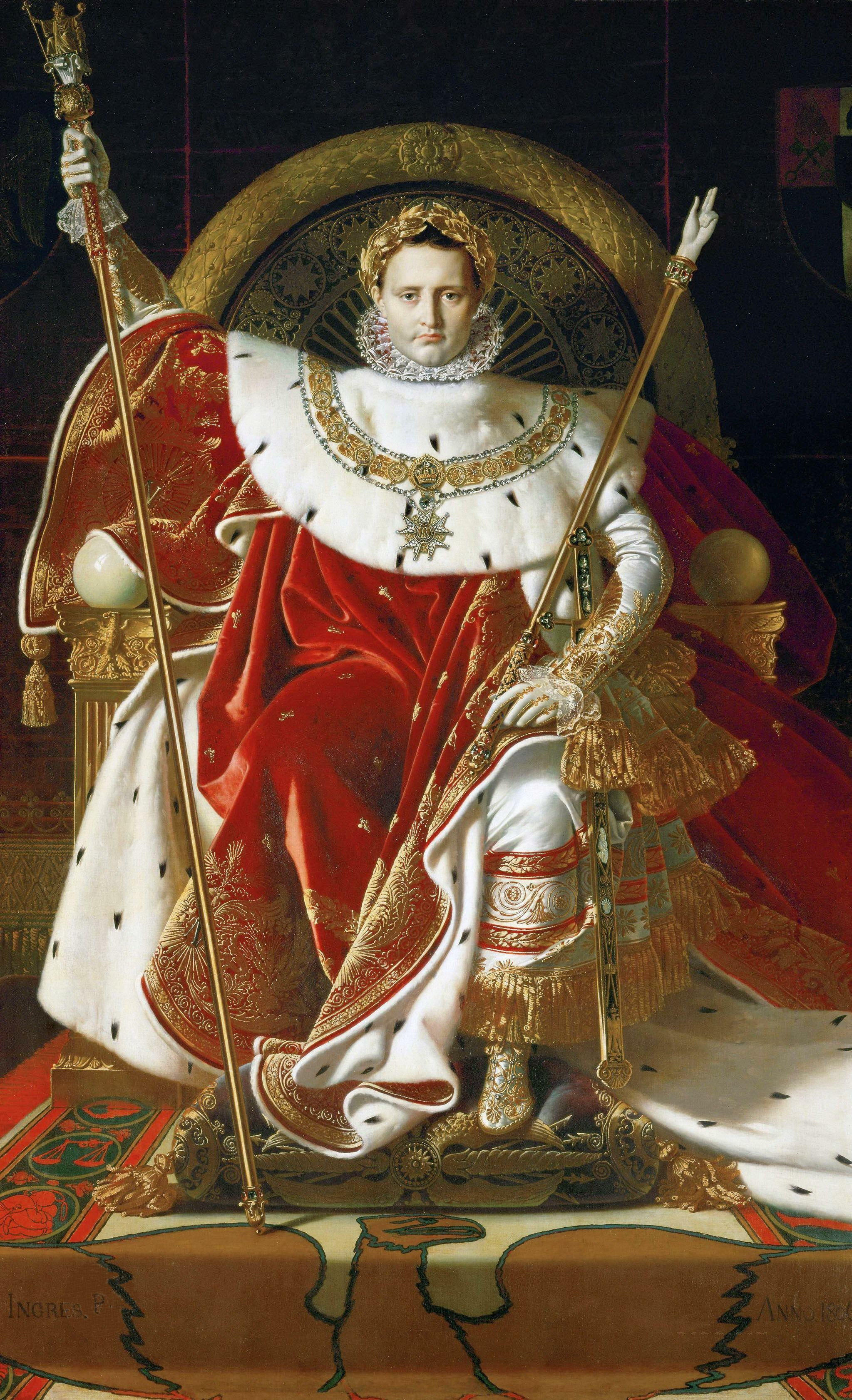
Napoleó Emperador, obra de Jean Auguste Dominique Ingres

Les Guerres Napoleòniques van tenir tres grans repercussions sobre Europa: 
- França no va tornar a ser una potència dominant a Europa, com havia estat des dels temps de Lluís XIV.

- En molts països europeus, l'arribada dels ideals de la Revolució Francesa (democràcia, processos justos als tribunals, abolició dels privilegis, etcètera) van deixar una profunda petjada. Encara que les regles de Napoleó eren autoritàries, eren sovint menys autoritàries i arbitràries que les dels monarques anteriors (o que les dels jacobins i el règim del Directori francès durant la Revolució). Els monarques europeus van trobar serioses dificultats per a reposar l'absolutisme previ a la Revolució Francesa, i es van veure forçats en molts casos a mantenir algunes de les reformes induïdes per l'ocupació. El llegat institucional ha restat fins avui. Molts països europeus tenen un sistema de lleis civils, amb un codi legal clarament influït pel codi napoleònic.

- Es va deslligar un nou i potencialment poderós moviment: el nacionalisme. El nacionalisme va canviar el curs de la història d'Europa per sempre. Va ser la força que va empènyer el naixement d'algunes nacions i la fi d'unes altres. El mapa d'Europa va haver de ser retocat en els següents cent anys després de les Guerres Napoleòniques sense basar-se en les normes de l'aristocràcia, sinó en les bases de la cultura, l'origen i la ideologia de les gents i els pobles.

- La guerra a la península Ibèrica va deixar completament destrossada Espanya, així com la seva armada i exèrcit. Aquesta situació va ser aprofitada per les elits colonials a Amèrica per a revoltar-se contra la metròpoli, influïts en part pels ideals de les revolucions americana i francesa. Cap a l'any 1825, totes les antigues colònies espanyoles a Amèrica, amb l'excepció de Cuba i Puerto Rico, s'havien convertit en repúbliques independents o havien passat a formar part dels Estats Units (Florida, Louisiana), el Regne Unit (Trinitat) o Haití (Santo Domingo).

- El Regne Unit es va convertir en la potència hegemònica indiscutible a tot el món, tant en terra com en el mar. L'ocupació dels Països Baixos per França al començament de les guerres li va servir de pretext, així mateix, per prendre una a una les colònies holandeses a ultramar, quedant-se amb aquelles de major valor estratègic com Ceilan, Malaca, Sud-àfrica i la Guyana al final de la contesa. D'altra banda, es va crear un nou concepte global d'Europa. Napoleó va esmentar en moltes ocasions la seva intenció de crear un únic estat europeu i malgrat el seu fracàs, aquest internacionalisme tornaria a ressorgir després de més d'un segle i mig, quan es va tornar a plantejar aquesta identitat europea comuna després de la Segona Guerra Mundial.

## El llegat militar de les guerres
Les Guerres Napoleòniques també van tenir un profund impacte en el camp militar. Fins als temps de Napoleó els estats europeus havien emprat exèrcits relativament petits, amb una alta proporció de mercenaris que algunes vegades arribaven a combatre els seus propis països d'origen, ja que es trobaven a sou de potències estrangeres. No obstant això, les innovacions militars de mitjans del segle xviii van permetre reconèixer el potencial d'un Estat en guerra.
Napoleó fou un innovador en l'ús de la mobilitat de les tropes per a sobreposar-se al desavantatge numèric pel que fa als efectius, com va demostrar de forma brillant en la seva victòria sobre les forces austríaques i russes en la batalla d'Austerlitz, l'any 1805. L'exèrcit francès va reorganitzar el paper de l'artilleria en combat, formant unitats d'artilleria mòbils i independents en oposició a l'atac tradicional de l'artilleria com suport d'altres unitats. Napoleó va estandarditzar a més els calibres dels canons, de manera que s'assegurava major facilitat en els subministraments, i la compatibilitat entre les seves peces d'artilleria. També va propiciar la ciència, sovint aplicada a una millor intendència dels exèrcits.
Amb la quarta major població del món a la fi del segle xviii (27 milions, en comparació dels 12 milions del Regne Unit i els 35-40 milions de Rússia), França es trobava ben situada per prendre avantatge de les lleves en massa. Com la Revolució i el regnat de Napoleó havien après bé la lliçó de les guerres comercials i dinàstiques del segle xviii, s'assumeix erròniament que aquestes estratègies van ser inventades per la Revolució, que el que realment va fer fou aplicar-les.
Tampoc s'ha de donar tot el mèrit de les innovacions a Napoleó. Lazare Carnot va ocupar un paper fonamental en la reorganització de l'exèrcit francès entre els anys 1793 i 1794, un període en el qual la sort de França va canviar, amb els exèrcits republicans avançant en tots els fronts.
La grandària dels exèrcits involucrats ens aporta una indicació òbvia sobre el canvi produït en el tipus i estil de guerra. Durant la darrera guerra important d'Europa, la Guerra dels Set Anys, pocs exèrcits havien superat el nombre de 200.000 homes. En contrast, l'exèrcit francès va arribar en els anys 1790 a la xifra d'un milió i mig de francesos allistats. En total, al voltant de 2,8 milions de francesos van lluitar en el conflicte terrestre, i uns 150.000 van lluitar en el mar, pel que el total de combatents francesos va arribar als tres milions.
En això van tenir molt a veure les etapes inicials de la Revolució Industrial. En aquell moment era relativament fàcil produir armes en massa, així com equipar forces significativament majors en nombre. El Regne Unit va ser el major fabricant d'armament d'aquest període, abastint la majoria de les armes usades per les potències aliades al llarg dels conflictes (i usant ells mateixos una escassa quantitat d'elles). França va ser el segon major productor, armant les seves pròpies forces al mateix temps que feia el propi amb les de la Confederació del Rin i altres aliats.
Un altre dels avantatges que va significar la guerra va ser l'ús del telègraf òptic, que permetia al ministre de la guerra Carnot comunicar-se amb les forces franceses a les fronteres al llarg dels anys 1790. Aquest sistema es va continuar utilitzant. Addicionalment, es va usar la vigilància aèria per primera vegada durant les guerres quan els francesos van usar globus aerostàtics per a espiar les posicions aliades abans de la batalla de Fleurus, el 26 de juny de 1794. També hi va haver avanços en els coets militars durant el període de guerres.